# León, Španija
León (španska izgovarjava: [leˈon]; leoneško Llión [ʎiˈoŋ]/Lleon) je mesto in občina v Španiji, glavno mesto province León, del avtonomne skupnosti Kastilija in Leon, na severozahodu Iberskega polotoka. V njej živi 124.303 prebivalcev (2019), daleč največja občina v provinci. Prebivalstvo metropolitanskega območja, vključno s sosednjim San Andrés del Rabanedo in drugimi manjšimi občinami, šteje približno 200.000 prebivalcev.
Ustanovljeno kot vojaško taborišče VI. legije Victrix okoli leta 29 pred našim štetjem, je bilo njegovo mesto kot taborišče utrjeno z dokončno naselbino Legio VII Gemina iz leta 74 našega štetja. Po delnem odseljevanju zaradi omajadske osvojitve polotoka se je leta 910 začelo eno najpomembnejših zgodovinskih obdobij, ko je postalo glavno mesto Kraljevine León, ki je aktivno sodelovala v Rekonkvisti proti Mavrom in postala eno temeljnih kraljestev srednjeveške Španije.
Leta 1188 je mesto gostilo prvi parlament v evropski zgodovini pod vladavino Alfonza IX., zaradi česar so ga leta 2010 profesor John Keane, španski kralj ter Junta iz Kastilije in Leona, imenovali za zibelko parlamentarizma in Decreta León je UNESCO leta 2013 vključil v Register svetovnega spomina. Pomembnost mesta je začela upadati v zgodnjem srednjem veku, deloma zaradi izgube neodvisnosti po združitvi leonskega kraljestva z Kastiljsko krono, utrjeno leta 1301.
Po obdobju stagnacije v zgodnji moderni dobi je bilo eno prvih mest vstalo v španski vojni za neodvisnost, nekaj let kasneje pa je leta 1833 dobil status provincialne prestolnice. Konec 19. in 20. stoletja se je hitrost urbane ekspanzije znatno pospešila, ko je mesto postalo pomembno komunikacijsko središče severozahoda zaradi vzpona premogovniške industrije in prihoda železnice.
Zgodovinska in arhitekturna dediščina Leóna ter številni festivali, ki jih gostijo skozi vse leto (še posebej velja omeniti velikonočne procesije) in njegova lokacija na francoski poti Camino de Santiago, ki je uvrščena na seznam Unescove svetovne dediščine, ga uvrščajo med destinacije domačega in mednarodnega turizma. Nekatere najpomembnejše zgodovinske stavbe v mestu so stolnica, eden najlepših primerov klasične gotske arhitekture v francoskem slogu v Španiji, bazilika svetega Izidorja, ena najpomembnejših romanskih cerkva v Španiji in počivališče srednjeveških monarhov v Leónu, samostan sv. Marka, primer plateresco in renesančne španske arhitekture in Casa Botines, modernistična stvaritev arhitekta Antonija Gaudija. Primer moderne arhitekture je mestni Muzej sodobne umetnosti ali MUSAC.

## Zgodovina

### Rimski izvor
León je v 1. stoletju pred našim štetjem ustanovila rimska VI. legija Victrix, ki je služila pod vodstvom Cezarja Avgusta med kantabrijskimi vojnami (29.-19. pr. n. št.), zadnjo stopnjo rimske osvojitve Hispanije. Leta 74 našega štetja se je VII. legija Gemina - ki jo je Galba leta 69 našega štetja rekrutiral iz Hispancev - naselila v stalnem vojaškem taborišču, ki je bil izvor nastanka mesta. Njegovo moderno ime León izhaja iz latinskega imena mesta Castra Legionis.
Rimljani so mesto postavili za zaščito nedavno osvojenih ozemelj severozahodne Hispanije pred Asturi in Kantabrijci ter za zagotovitev prevoza zlata, pridobljenega v provinci - zlasti v ogromnih bližnjih rudnikih Las Médulas -, ki so ga vozili v Rim skozi Asturico Augusta (današnja Astorga).
Tacit imenuje legijo Galbiana, da jo loči od stare  VII. legije Claudie, vendar te oznake ni na nobenem napisu. Zdi se, da je preimenovanje v Gemina  prejela zaradi Vespazijanove združitve z eno od nemških legij, verjetno I. legija Germanica. Njegovo polno ime je bilo Legio VII Gemina Felix. Po služenju v Panoniji in v državljanskih vojnah jo je Vespazijan naselil v Tarakonski Hispaniji, da bi priskrbel kraj za VI. legijo Victrix in X. legijo Gemina, dve od treh legij, ki sta bili običajno postavljeni v provinci, vendar umaknjeni v Nemčijo.
Da so bili redni zimski prostori legij pod poznejšimi cesarji v Leónu, izvemo iz itinerarja, Ptolemaja in Notitiae Imperii, pa tudi iz nekaterih napisov; obstajajo številni napisi, ki dokazujejo, da je bila močna nameščena v Tarracu (današnja Tarragona), glavnem mestu province.
V sodobni mestni postavitvi še vedno obstajajo nekateri elementi prvotnega rimskega tabora. Dolgi deli rimskih zidov (zgrajeni med 1. stoletjem pred našim štetjem in 4. stoletjem našega štetja) še vedno stojijo. Obstajajo tudi arheološke razstave, ki prikazujejo ostanke obzidja, vrat, kopališč in amfiteatra.

### Srednji vek
Postrimska zgodovina mesta je v veliki meri zgodovina kraljevine León. Postaja legije na ozemlju Asturov je zrasla v pomembno mesto, ki se je upiralo napadom Vizigotov do leta 586, ko ga je zavzel Leovigild; in to je bilo eno redkih mest, ki so mu Vizigoti dovolili, da obdrži svoje utrdbe.
Med omajadskim osvajanjem Hispanije je Tarik leta 715 napredoval z območja La Rioje proti Astorgi in Leónu. Ista trdnjava, ki so jo Rimljani zgradili za zaščito ravnice pred vdori hribovcev, je postala napredna postojanka, ki je pokrivala goro, kot zadnje zatočišče plemen Cisastur. Vendar ni nobenega obvestila o odporu. Zavojevalci so poskusili z berberi urediti trdnjave v vojaški vlogi, vendar so shemo opustili, ko so se berberi iz severne Iberije uprli Arabcem in se okrog leta 740 odpovedali svojim položajem.
Proti letu 846 je skupina Mozarabcev (kristjani, ki niso bežali pred muslimani in so živeli pod muslimanskim režimom) poskušala ponovno naseliti mesto, vendar je muslimanski napad to pobudo preprečil. Leta 856 je bil pod krščanskim kraljem  Ordoñom I. še en poskus ponovne naselitve, ki je bil uspešen. Alfonz III. Leónski in García I. Leónski sta mesto León naredila za glavno mesto kraljevine León in najpomembnejše krščansko mesto v Iberiji.
Sedež kraljestva Asturija se je leta 910 preselil v León.
Okrog leta 987 ga je opustošil Almanzor, mesto je rekonstruiral in naselil Alfonz V. Leonski, ki je z odlokom leta 1017 uredil njegovo gospodarsko življenje, vključno z delovanjem trgov. León je bil postaja za romarje na Camino de Santiago, ki je vodila do Santiaga de Compostela. Z Alfonzom V. je mesto imelo Fueru de Llión, pomembno privilegijsko pismo.
Leta 1188 je Alfonz IX. Leónski zbral tri posesti v mestu León (vključno s predstavniki urbanega razreda) v Cortesu Leóna (parlamentarno telo v srednjeveški Kraljevini León). Zaradi pisnega dokumentarnega korpusa je Unesco leta 2013 Cortes leta 1188 priznal kot 'zibelko' parlamentarizma.
Nastala so predmestja trgovcev in obrtnikov, ki so po 13. stoletju začeli vplivati na občinsko oblast. V zgodnjem srednjem veku je živinoreja mestu prinesla obdobje razcveta.
Brez postopka seigneuralisation v poznem srednjem veku se je León proti koncu obdobja utrdil kot eno od 13 mest v Meseti, ki je uživalo glasovalno pravico na kastiljskih Cortesih.

### Sodobnost
V 16. stoletju se je začel gospodarski in demografski upad, ki se je nadaljeval vse do 19. stoletja. V zgodnjem modernem obdobju je mesto ostalo pod nadzorom omejenega nabora plemiških družin s pomočjo regimientos (sistem lokalne uprave) in regidurías.
Mestno prebivalstvo se je v 19. stoletju povečalo z 9000 na 15.000. Prebivalstvo se je v 20. stoletju še povečalo: 18.000 (1910), 44.000 (1940), 73.000 (1960) in 100.000 (1971).
Vojaški puč, ki je zaznamoval začetek španske državljanske vojne, se je zgodil (in uspel) v Leónu 20. julija 1936, pri čemer so pučistični vojaški častniki naleteli na majhen odpor. Katoliška cerkev se je držala upornikov in instrumentalizirala katoliški občutek in tradicijo proti Drugi španski republiki. Uporniki so se iz mesta razširili na preostalo tradicionalno konzervativno provinco, ki je ostala pod nadzorom upornikov, razen majhnega severnega dela, povezanega z Asturijo, ki je postal del bojišča do padca severa oktobra 1937. Tako samostan sv. Marka, stara tovarna Santa Ana kot provincialni zapor so frankoistični strani rehabilitirali kot množična taborišča v mestu.
V 1960-ih je León doživel veliko rast zaradi priseljevanja s podeželskih območij province. Politiki in večina prebivalstva zahteva posebno avtonomijo za provinco León, da se lahko odcepi od Kastilije in postane posebna avtonomna skupnost Španije.

## Znamenitosti

### Cerkve
- Gotska (žarkasta) stolnica. Je eden najpomembnejših primerov gotskega sloga v Španiji, skoraj v celoti pa je bila zgrajen med letoma 1205 in 1301.[24] Vsebuje eno najobsežnejših in najbolje ohranjenih zbirk srednjeveških vitrajev v Evropi z najmanj 1764 kvadratnimi metri površine, večina pa vsebuje originalna okna.
- Bazilika svetega Izidorja, vrhunec romanske arhitekture v Španiji. Zgrajena v 11. in 12. stoletju, kompleks vključuje podzemni kraljevi Panteon z poslikanimi freskami iz 12. stoletja v izjemnem stanju ohranjenosti.
- Samostan sv. Marka, Leon (trenutno razkošen parador - hotel), zgrajen od 16. stoletja našega štetja do 18. stoletja. Njegova najbolj presenetljiva lastnost je zelo okražena plateresco fasada.
- Cerkev San Salvador de Palat del Rey, najstarejša v mestu (10. stoletje), vendar z malo ostanki prvotne predromanske stavbe. Kot že ime pove (cerkev svetega odrešenika kraljeve palače), je nekoč delovala kot kraljeva kapela.
- Cerkev Nuestra Señora del Merdado iz 11. stoletja.
- Cerkev San Juan y San Pedro de Renueva, ki sega v obdobje 1944–1970, vendar vključuje baročno fasado iz 18. stoletja, ki je bila vzeta iz porušenega samostana San Pedro de Eslonza, ki je bil približno 22 km izven mesta.

### Druge zgodovinske stavbe
- Rimsko obzidje, zgrajeno v 1. stoletju pred našim štetjem in razširjeno v 3. in 4. stoletju našega štetja. Ohranjeni so dolgi odseki na vzhodni in severni strani, manj popolni deli pa na zahodni strani, nekateri ostanki so obdani z drugimi stavbami na južni strani. Nekateri deli srednjeveškega obzidja, zgrajenega v 13. in 14. stoletju, obstajajo tudi na južni strani. Obzidje se lahko obišče na določenih lokacijah.
- Casa Botines, zgradba v neogotskem slogu, ki jo je zasnoval Antoni Gaudí in je bila zgrajena v letih 1891-1892 (ena od treh Gaudijevih stavb zunaj Katalonije).
- Palacio de los Guzmanes, kraj provincialne diputacije (parlament). Vsebuje patio – dvorišče - v plateresco slogu Gil de Hontañóna.

- Palacio del Conde Luna (14. stoletje).
- Palacio de los Marqueses de Prado, baročna stavba iz 17. stoletja, trenutno bolnišnica Nuestra Señora de Regla.

### Muzeji
- MUSAC. Muzej sodobne umetnosti, ki so ga odprli leta 2005. Njegova zasnova arhitekturnega studia Mansilla + Tuñón je bila leta 2007 nagrajena z nagrado Evropske unije za sodobno arhitekturo. Ena najbolj značilnih značilnosti stavbe je fasada, sestavljena iz tisoč velikih raznobarvnih vitražnih plošč. V bližini muzeja je avditorij León, ki so ga prav tako načrtovali Mansilla + Tuñón, in ima enako presenetljivo prisotnost ostrih belih kock, preluknjanih z nepravilno postavljenimi okni.
- Museo de León vsebuje zbirko prazgodovinskih orodij in umetnosti iz rimskega, srednjeveškega in modernega obdobja.
- Museo Sierra-Pambley, hiša iz obdobja razsvetljenstva.

### Drugo
- Plaza Mayor (glavni trg).
- Plaza del Grano.
- Barrio Húmedo (prostor za pitje in zabavo).
- Univerza v Leonu.

- Stolnica v Leonu, glavna fasada
- Hostal de San Marcos
- Vrtovi Plaza de San Marcos
- Antiguo Ayuntaniento de León

## Običaji
Leonski običaji vključujejo Semana Santa (Veliki teden), ki prikazuje številne procesije skozi središče mesta. Ena izmed njih je tako imenovana »procesija srečanja«, ki odigra srečanje treh skupin, ki predstavljajo svetega Janeza, Devico Marijo in Kristusa. S Semana Santa je povezana procesija imenovana »Pokop Genarína«. Genarín je bil pijan berač, ki ga je udaril in ubil smetarski tovornjak v mestu León leta 1929. To je praznovanje alkohola in glavni namen ljudi, ki se ga udeležijo, je napiti se v čast pijanemu beraču.
Izjemna sta tudi praznovanji sv. Janeza in sv. Petra, ki ju praznujejo zadnji teden junija (med 23. in 29. junijem). V teh dneh poteka več koncertov in festivalov, celo mesto zasedajo terase in ulične tržnice, kjer Leonci praznujejo začetek poletja, zlasti v noči sv. Janeza Krstnika (23. junija), ko potekajo ognjemeti in kresovi.

## Okrožja
Mesto León je razdeljeno na 36 okrožij (barrios):
- Centro
- Casco Antiguo ali Casco Histórico, zgodovinski del mesta
- Área 17
- Armunia
- Cruce de Armunia
- El Crucero
- El Ejido
- Ensanche
- Eras De Renueva
- Ferral
- La Asunción
- La Chantría
- La Lastra
- La Palomera
- La Sal
- La Torre
- La Vega
- La Victoria
- Las Ventas
- Obra Sindical Del Hogar
- Oteruelo De La Valdoncina
- Paraíso-Cantinas
- Patronato Viviendas Militares
- Pinilla
- Puente Castro
- San Andrés del Rabanedo
- San Claudio
- San Esteban
- San Lorenzo
- San Mamés
- San Marcelo
- San Marcos
- San Martín
- San Pedro
- Santa Ana
- Santa Marina
- Santa Olaja
- Polígono 10
- Trobajo Del Cerecedo
- Trobajo Del Camino
- Villabalter

## Podnebje
León odlikuje toplo poletno sredozemsko podnebje (Köppen: Csb). Pozimi temperature običajno nihajo med -1 ° C in 13 ° C. Zmrzal je pogosta v zgodnjih jutranjih urah pred svitom v najhladnejših zimskih dneh, običajno pa se otopli po sončnem vzhodu. Snežne padavine v mestu niso redke (9 dni na leto), močne snežne padavine pa so izjemno redke. Spomladi so temperature v najhladnejših dneh običajno med 10 ° C in v nekaterih dneh zlahka presežejo 25 ° C. Poletja so topla in razmeroma suha, temperature običajno nihajo med 16 ° C in 35 ° C. V najbolj vročih poletnih dneh je nenavadno, da temperature dosežejo več kot 35 ° C. Mesto ima približno 2734 sončnih ur, skozi vse leto je veliko sonca.

## Leonščina

### Zgodovina
Leonski jezik izhaja neposredno iz latinščine in se je razvil v srednjem veku. Takrat je bil leoneški uradni jezik kraljevine Leon in je v mestu Llión dosegel visoko stopnjo kodifikacije. Prvo pisno besedilo v leoneškem jeziku je bilo Nodicia de Kesos (959 ali 974); med drugimi deli v jeziku so Fueru de Llión, Fueru de Salamanca, Fueru Xulgu, Códice d'Alfonsu XI, ou Disputa d'Elena y María ali Llibru d'Alixandre.
Unesco meni, da je leonščina resno ogrožen jezik. Skoraj je izumrl, saj ga pozna in govori le zelo malo starejših ljudi, ki živijo izolirano v gorah severnega dela province León. Vendar pa ljudje, ki želijo ločiti León od Kastilije in podpirajo leonsko avtonomijo, poskušajo oživiti jezik. Mestni svet Leóna in leonska jezikovna združenja, kot je Asociación Cultural de la Llingua Llïonesa El Fueyu, promovirajo njegovo znanje in uporabo.
Dan leonskega jezika se je začel leta 2006 s podporo provincialne vlade, od leta 2008 pa praznovanje organizira mestni svet Leóna.

### Poučevanje
Konec 1990-ih je več združenj neuradno spodbujalo leonske jezikovne tečaje. Leta 2001 je Universidad de León (Univerza v Leónu) ustvarila tečaj za učitelje leonskega jezika, lokalna vlada pa leonske jezikovne tečaje za odrasle. Združenje učiteljev in monitorjev leonskega jezika (Asociación de Profesores y Monitores de Llingua Llïonesa) je bilo ustanovljeno leta 2008 in promovira leonske jezikovne dejavnosti.
Pouk v šolah se je začel leta 2008, in so ga v obdobju 2008-2009 poučevali v šestnajstih šolah v mestu León in ga je promoviral leonski oddelek za lokalno upravo. Ta tečaj je bil namenjen učencem 5. in 6. letnika osnovne šole (11- in 12-letnikom), kjer se leonski jezik poučuje z leonsko kulturo.
Leonščino v razredih za odrasle je v letih 2008–2009 preučevalo več kot sto ljudi. Na uradnih tečajih, ki jih je razvil oddelek za leonsko kulturo leonskega mestnega sveta, je pet stopenj za odrasle.
Najbolj aktiven strokovnjak sodobnega leonskega jezika je jezikoslovec Héctor García Gil (leonsko Héctor Xil), ki se je rodil tudi v mestu Leónu.

## Pobratena mesta
León je pobraten z:
- Bragança, Portugalska[31]
- Porto, Portugalska[32]
- León (Guanajuato), Mehika[33]
- Voronež, Rusija
- Dublin, Irska
- Šjangtan, Kitajska[34]
- Kordova, Španija[35]
- Chartres, Francija

## Hrana
V široki paleti leonske kuhinje so najbolj reprezentativne naslednje jedi: cecina (sušeno, prekajeno oslovo meso), morcila (krvavica), botillo (jed z mesom polnjenega svinjskega črevesa), česnova juha, el cocido leonés ( mešanica mesa z zelenjavo in čičeriko, postrežena po zelenjavno-vermicelli juhi) in mantekad (pecivo). Drug zelo pomemben del gastronomije Leóna so tapasi, ki jih v nasprotju s preostankom Španije običajno strežejo brezplačno s pijačami. Zelo pogosto gremo de tapas ali tapear, tj. Gremo na nekaj pijač (un corto, kar je zelo majhno pivo, una caña, kar je približno pol litra piva ali un vino, kozarec vina) tik pred kosilom, vendar bolj običajno kot lahka oblika večerje.

## Galerija
- Fasada samostana sv. Marka.
- Hostal de San Marcos
- Casa Botines.
- Stavba Europa.
- Palacio de los Guzmanes.
- Glavna fasada kraljeve bazilike sv. Izidorja.
- Panteón kraljev v baziliki sv. Izidorja.
- Plaza de Santo Domingo.
- Plaza Mayor.
- Calle Ancha de León.
- Leónski muzej.
- Museo de Arte Contemporáneo de Castilla y León.
- Biblijski in velikonočni muzej.
- Emperador Theatre.